# Liste der Monuments historiques in Sancey
Die Liste der Monuments historiques in Sancey führt die Monuments historiques in der französischen Gemeinde Sancey auf.

## Liste der Immobilien
| Bezeichnung      | Beschreibung           | Standort                               | Kennzeichnung | Schutzstatus | Datum | Bild           |
| ---------------- | ---------------------- | -------------------------------------- | ------------- | ------------ | ----- | -------------- |
| Kirche St-Martin | ab dem 15. Jahrhundert | Sancey-l’Église, rue de la Yèse (Lage) | PA00101726    | Inscrit      | 1926  | weitere Bilder |

## Liste der Objekte
| Bezeichnung                                    | Beschreibung | Standort                                        | Kennzeichnung | Schutzstatus | Datum | Bild |
| ---------------------------------------------- | --- | ----------------------------------------------- | ------------- | ------------ | ----- | ---- |
| Kanzel                                         | Eichenholz, 18. Jahrhundert | Sancey-l’Église, in der Kirche St-Martin (Lage) | PM25001334    | Classé       | 1908  |      |
| Wandvertäfelung des Chorraums                  | Holz, 17. Jahrhundert | Sancey-l’Église, in der Kirche St-Martin (Lage) | PM25001335    | Classé       | 1908  |      |
| Marienaltar                                    | drittes Seitenaltar auf der rechten Seite; Retabel, Gemälde und Skulptur; Holz, farbig gefasst und vergoldet, Ölfarbe auf Leinwand, 18. und 19. Jahrhundert | Sancey-l’Église, in der Kirche St-Martin (Lage) | PM25001546    | Classé       | 1991  |      |
| Antependium Auferstehung                       | am zweiten Seitenaltar auf der rechten Seite; Holz, farbig gefasst und vergoldet, 18. Jahrhundert                                                           | Sancey-l’Église, in der Kirche St-Martin (Lage) | PM25001555    | Classé       | 1989  |      |
| Zwei Reliefs: Emmausjünger und Noli me tangere | am dritten Seitenaltar auf der rechten Seite; Holz, farbig gefasst und vergoldet, 18. Jahrhundert                                                           | Sancey-l’Église, in der Kirche St-Martin (Lage) | PM25001556    | Classé       | 1989  |      |
| Seitenaltar                                    | zweiter Seitenaltar auf der linken Seite; Retabel und Gemälde; Holz, farbig gefasst und vergoldet, Ölfarbe auf Leinwand, 19. Jahrhundert                    | Sancey-l’Église, in der Kirche St-Martin (Lage) | PM25002389    | Inscrit      | 1989  |      |
| Josefsaltar                                    | erster Seitenaltar auf der rechten Seite; Retabel und Gemälde; Holz, farbig gefasst und vergoldet, Ölfarbe auf Leinwand, 19. Jahrhundert                    | Sancey-l’Église, in der Kirche St-Martin (Lage) | PM25002390    | Inscrit      | 1989  |      |
| Taufe-Christi-Altar                            | zweiter Seitenaltar auf der rechten Seite; Retabel und Gemälde; Holz, farbig gefasst und vergoldet, Ölfarbe auf Leinwand, 19. Jahrhundert                   | Sancey-l’Église, in der Kirche St-Martin (Lage) | PM25002391    | Inscrit      | 1989  |      |
| Seitenaltar                                    | dritter Seitenaltar auf der linken Seite; Retabel und Gemälde; Holz, farbig gefasst und vergoldet, Ölfarbe auf Leinwand, 18. Jahrhundert                    | Sancey-l’Église, in der Kirche St-Martin (Lage) | PM25002381    | Inscrit      | 1992  |      |
| Wandvertäfelung des Schiffs                    | Holz, 19. Jahrhundert | Sancey-l’Église, in der Kirche St-Martin (Lage) | PM25002387    | Inscrit      | 1989  |      |
| Seitenaltar                                    | erster Seitenaltar auf der linken Seite; Retabel und Gemälde; Holz, farbig gefasst und vergoldet, Ölfarbe auf Leinwand, 19. Jahrhundert                     | Sancey-l’Église, in der Kirche St-Martin (Lage) | PM25002388    | Inscrit      | 1989  |      |